# Црква Свете Марине у Горњој Сабанти
Црква Огњене Марије у Горњој Сабанти, насељеном месту на територији града Крагујевца, подигнута је 1933. године, припада Епархији шумадијској Српске православне цркве.
Данашњи храм подигнут је 1993. године, на месту где се налазила стара црква из 1933. године, која је због дотрајалости срушена.